# Hamilton County, Iowa
Hamilton County är ett administrativt område i delstaten Iowa, USA, med 15 673 invånare. Den administrativa huvudorten (county seat) är Webster City.

## Geografi
Enligt United States Census Bureau har countyt en total area på 1 496 km². 1 494 km² av den arean är land och 2 km² är vatten.

### Angränsande countyn
- Wright County - nord
- Hardin County - öst
- Story County - sydost
- Boone County - sydväst
- Webster County - väst